# Rival Sons
Rival Sons — американская блюз-рок-группа из Лос-Анджелеса.
Группа была основана в 2009 году Скоттом Холлидеем, который, покинув свой предыдущий музыкальный коллектив Black Summer Crush, объединился вместе с бывшими участниками той группы — Майклом Майли и Робином Эверхартом. Роль вокалиста досталась другу Холлидея Джею Бьюкенену. В 2013 Робин ушел из группы, и сейчас на бас-гитаре играет Дэйв Бести.
В июне 2009 года группа выпустила свой первый альбом Before the Fire. В 2010 году Rival Sons подписали контракт с лейблом Earache Records и выпустили EP Rival Sons, за которым последовал первый полнометражный альбом Pressure & Time. В 2012 году группа выступила на Download Festival, после чего записала новый альбом Head Down, поступивший в продажу 17 сентября 2012. 12 июля 2016 года группа выступила в Москве, в СК «Олимпийский», на разогреве у группы Black Sabbath во время их прощального тура The End.

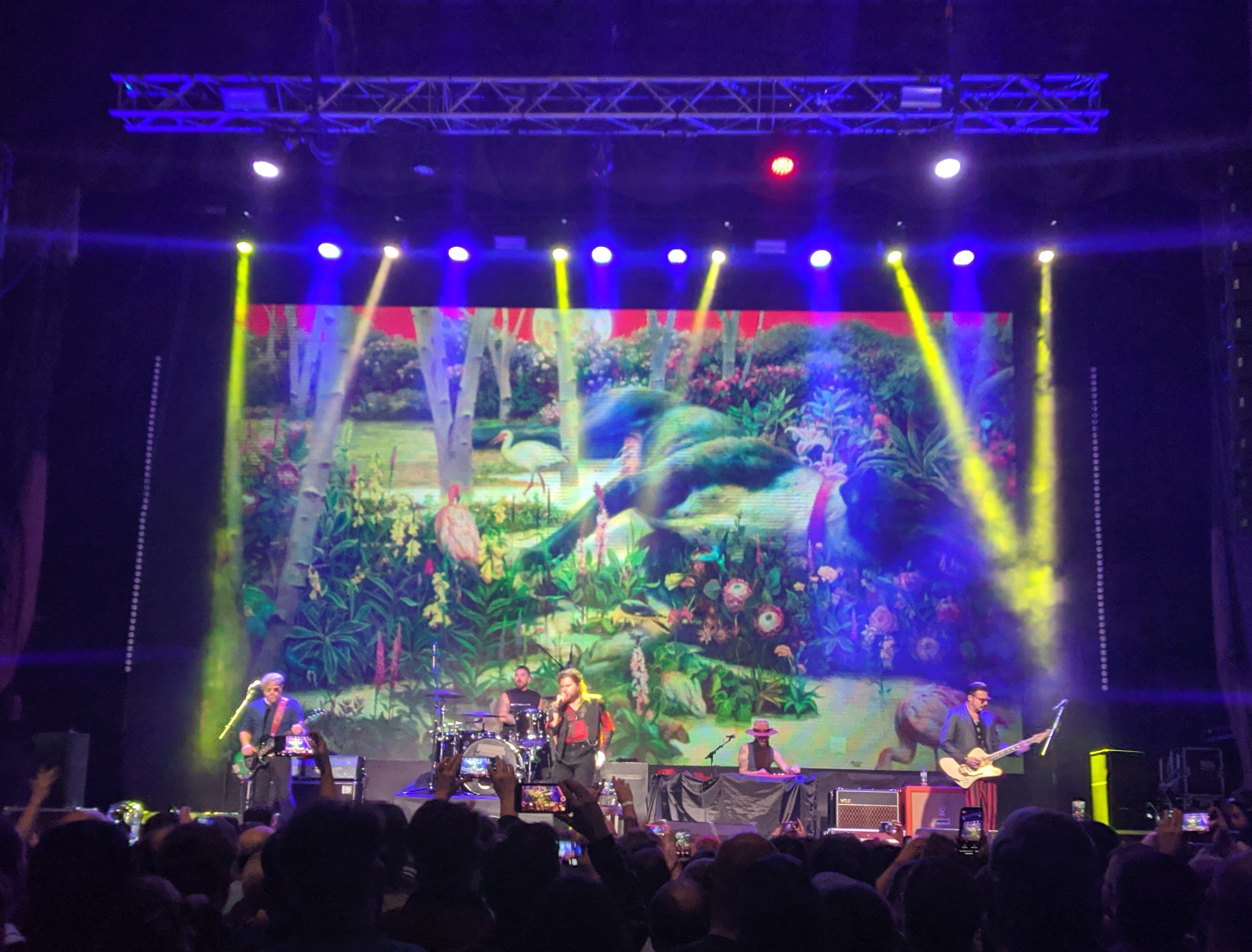
Rival Sons performing in Moscow, Russia on 30-11-2019

В ноябре 2019 года в рамках европейского тура группа дала два концерта в Санкт-Петербурге (29.11.2019, клуб Морзе) и Москве (30.11.2019 г., Известия Холл).

## Дискография

### Студийные альбомы
| Год  | Альбом                 | Наивысшая позиция | Наивысшая позиция | Наивысшая позиция  | Наивысшая позиция |
| Год  | Альбом                 | VG-lista          | Sverigetopplistan | Swiss Albums Chart | UK Albums Chart   |
| ---- | ---------------------- | ----------------- | ----------------- | ------------------ | ----------------- |
| 2009 | Before the Fire        | —                 | —                 | —                  | —                 |
| 2011 | Pressure & Time        | 34                | 52                | 33                 | 129               |
| 2012 | Head Down              | 14                | 6                 | 30                 | 19                |
| 2014 | Great Western Valkyrie | 5                 | 10                | 12                 | 14                |
| 2016 | Hollow Bones           |                   |                   |                    |                   |
| 2019 | Feral Roots            |                   |                   |                    |                   |
| 2023 | Darkfighter            |                   |                   |                    |                   |

### Мини-альбомы
- Rival Sons (2011)

### Синглы
| Год  | Сингл                            | Наивысшая позиция               | Наивысшая позиция               | Наивысшая позиция | Альбом                 |
| Год  | Сингл                            | Canadian Rock/Alternative chart | Canadian Rock/Alternative chart | US Main. Rock     | Альбом                 |
| ---- | -------------------------------- | ------------------------------- | ------------------------------- | ----------------- | ---------------------- |
| 2011 | «Pressure and Time»              | 48                              | 4                               | —                 | Pressure & Time        |
| 2012 | «Face of Light»                  | —                               | 20                              | —                 | Pressure & Time        |
| 2012 | «Company Man/Life for this Road» | —                               | —                               | —                 | Pressure & Time        |
| 2012 | «All Over the Road»              | —                               | —                               | —                 | Pressure & Time        |
| 2012 | «Keep On Swinging»               | —                               | 1                               | 1                 | Head Down              |
| 2013 | «Until The Sun Comes»            | —                               | 5                               | —                 | Head Down              |
| 2013 | «Wild Animal»                    | —                               | —                               | —                 | Head Down              |
| 2014 | «Electric Man»                   | —                               | —                               | —                 | Great Western Valkyrie |
| 2014 | «Open My Eyes»                   | —                               | 1                               | —                 | Great Western Valkyrie |